# Spojówka

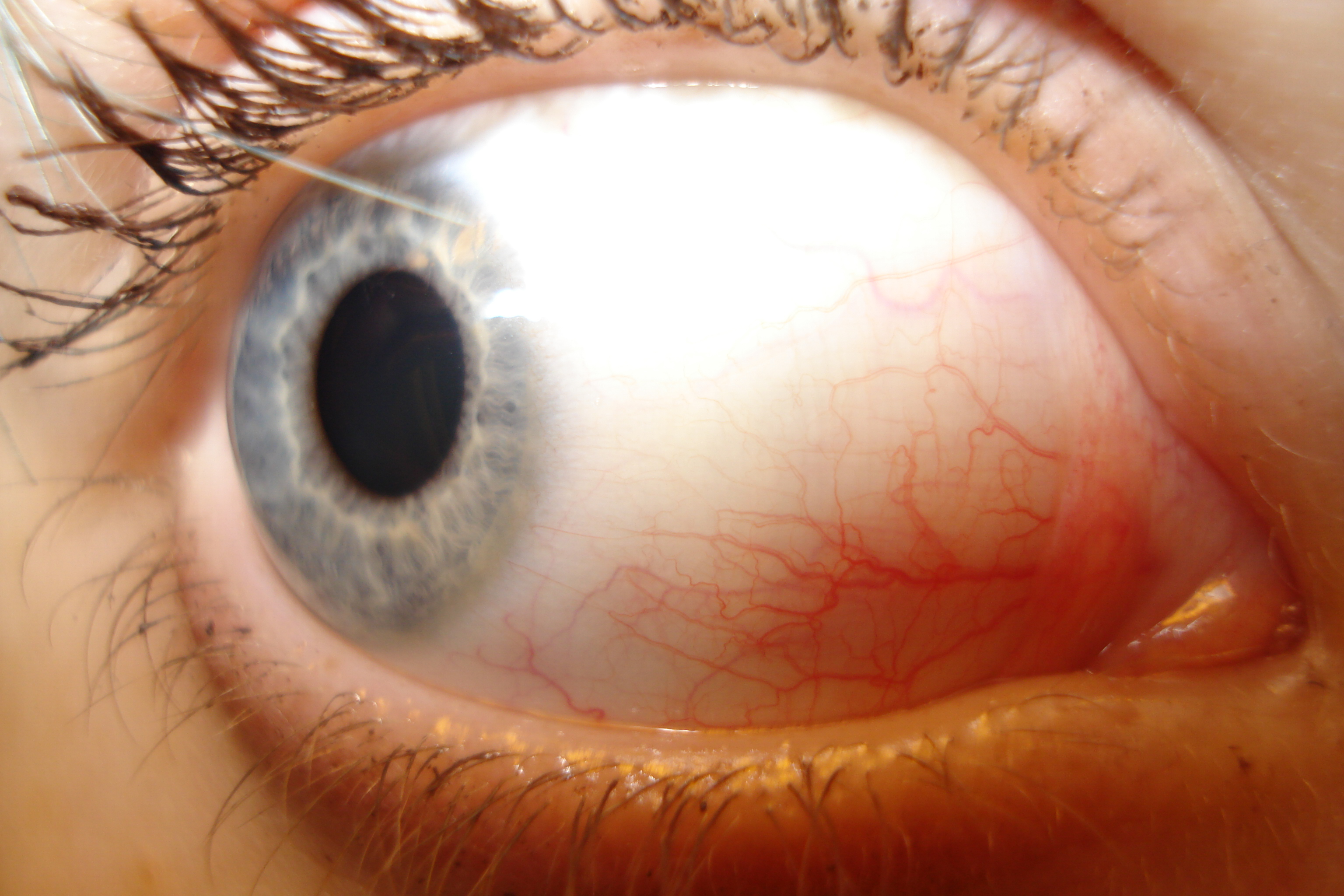
Oko ludzkie z widocznymi naczyniami krwionośnymi spojówki

Spojówka (łac. tunica conjunctiva) – narząd dodatkowy oka.
Jest to błona śluzowa pokrywająca:
- wewnętrzną część powiek – spojówka powiek (tunica conjunctiva palpebrarum), która przechodzi w skórę powiek
- zewnętrzną przednią część twardówki (u człowieka biała część oka), oddzielona od niej luźną tkanką łączną – spojówka gałki ocznej (tunica conjunctiva bulbi), która przechodzi w nabłonek przedni rogówki w okolicy jej rąbka.

Obie części łączą się w załamkach górnym i dolnym, zwanych też sklepieniami. Między tymi częściami tworzy się worek spojówkowy, nawilżany śluzem, wydzieliną gruczołu tarczkowego i łzami, a w przyśrodkowym kącie oka migotka.
Spojówka jest wrażliwa na wszelkiego rodzaju podrażnienia, na przykład zbyt ostre światło lub tarcie brudnymi rękami. Czynniki te mogą prowadzić do wystąpienia zapalenia spojówek.